# Mwirata (vattendrag)
Mwirata är ett vattendrag i Burundi.   Det ligger i provinsen Karuzi, i den centrala delen av landet, 90 km öster om huvudstaden Bujumbura.
Omgivningarna runt Mwirata är en mosaik av jordbruksmark och naturlig växtlighet. Runt Mwirata är det ganska tätbefolkat, med 192 invånare per kvadratkilometer.